# Ebola
Ebola of ebola hemorragische koorts is een bij mensen voorkomende virusziekte die wordt veroorzaakt door het ebolavirus. De ziekte is zeldzaam en komt voor in de vorm van regionale uitbraken in landen in Midden-Afrika. De naam ebola komt van de gelijknamige rivier in Congo-Kinshasa (destijds Zaïre) waar in 1976 een tweede uitbraak plaatsvond en ebola voor het eerst door Guido van der Groen en Peter Piot werd herkend en aangetoond in de plaats Yambuku, gelegen op 95 kilometer van de rivier de Ebola. De aandoening veroorzaakt een hoog sterftecijfer en er is nog geen specifieke behandeling of geneesmiddel beschikbaar tegen het virus.

## Symptomen en ziekteverloop
De incubatieperiode van ebola is 2 tot 21 dagen. Meestal ontwikkelt de patiënt na 7 dagen de eerste ziekteverschijnselen. Nadat de eerste symptomen - koorts, zeer zware hoofdpijn en sterke pijnscheuten - zich voordoen, kan de ziekte snel verergeren. Een atypisch, maar ernstig symptoom is de hik, dat 15% van de patiënten treft.
In het begin van de ziekte zal de patiënt niet-specifieke griepachtige symptomen vertonen, zoals keelpijn, koorts en algemene malaise. Deze symptomen komen snel opzetten en verergeren snel. Hoofd-, spier- en gewrichtspijn, koorts met koude rillingen, geen eetlust en een zwaktegevoel zijn de meest voorkomende vroege symptomen.
Een vlekken vormende huiduitslag vertoont zich soms rond dag vijf van de infectie, voornamelijk op de romp. Deze uitslag is weinig kenmerkend daar het slechts in ongeveer 15% van de gevallen voorkomt. Daarna volgen maag-darmklachten zoals buikpijn, overgeven en diarree. Tekenen van aantasting en bloeding van de slijmvliezen zijn: bindvliesontsteking, moeilijk en pijnlijk slikken en bloedingen op verschillende plaatsen van het maag-darmstelsel. Bloedingen van de slijmvliezen komen in de helft van de gevallen voor. In volgende fases kunnen verdere bloedingen, ontsteking van de hartspier en longoedeem voorkomen.
In de tweede ziekteweek ziet men in de regel het begin van herstel óf een verdere verslechtering met diffuse bloedstolling in de vaten, algeheel orgaanfalen en shock. Wanneer de patiënt aan de infectie overlijdt, gebeurt dit meestal in de tweede week. 
Herstel duurt lang. Gedurende deze periode ziet men regelmatig complicaties zoals teelbalontsteking, leverontsteking, gewrichtspijn, ontsteking van rug- of beenmerg en chronische oogvliesontsteking.

## Besmettingen
Het virus is via alle lichaamssappen overdraagbaar. De versie die in Congo-Kinshasa voorkomt, kan waarschijnlijk via direct contact met de patiënt, door verpleging, of contact met het dode lichaam worden verspreid. Niet iedereen die besmet is met het virus overlijdt hieraan; de mortaliteit ligt naar schatting rond de 50%. Naar alle waarschijnlijkheid spelen individuele factoren zoals de gezondheid en genetische aanleg een rol bij de gevoeligheid voor het virus. Ebola werd voor het eerst wetenschappelijk geregistreerd in 1976. Sinds die uitbraak en tot aan de uitbraak in 2014, zijn er ongeveer twintig verschillende kleinere uitbraken geweest. Tot de uitbraak van de ziekte in 2014 in de West-Afrikaanse landen Guinee en Liberia stierven er per uitbraak enkele honderden mensen. Desalniettemin werd het ebolavirus maandenlang onderwerp van gesprek toen er in 1995 in Congo-Kinshasa weer een uitbraak plaatsvond. Begin 2005 vond een uitbraak van ebola plaats in Etoumbi.
Vleermuizen zijn de waarschijnlijkste bron voor filovirussen. De virussen zijn aangetroffen in verschillende vleermuissoorten die in Afrika leven. Zij verspreiden het virus onder meer via hun ontlasting. Verschillende dieren in het Afrikaanse tropische regenwoud kunnen met het virus worden besmet, zoals chimpansees, gorilla's en antilopen. Als mensen deze dieren slachten en eten, kunnen zij het virus ook krijgen.
Rond Meliandou, het dorp van de eerste patiënt in Guinee, worden vleermuizen gegeten.
Het virus lijkt langere tijd te kunnen overleven in de mannelijke geslachtscellen: bij besmette mannen waren maanden na de besmetting (in een geval zelfs na 565 dagen) nog virussen in het sperma aangetroffen. Er zijn dan ook personen besmet na geslachtsgemeenschap met een van ebola genezen man.

## Epidemieën

### 1976
De eerste gedocumenteerde epidemieën hebben zich in 1976 in Soedan en Zaïre voorgedaan.

#### Soedan
In de periode juni tot en met november 1976 brak een ebola-epidemie in de steden Nzara, Maridi, Tembura en Djoeba in het zuiden van Soedan uit. De uitbraak begon in een katoenfabriek in Nzara waar de eerste patiënt op 27 juni 1976 ziek werd, die is op 6 juli gestorven. Collega's van deze patiënt werden ook ziek, waarna de ziekte zich verspreidde over familieleden en gezondheidswerkers. De epidemie verspreidde zich in augustus sterk in een ziekenhuis in Maridi. De verzorging van de zieken speelden hierbij waarschijnlijk een rol. Omdat ook veel personeel ziek werd brak er paniek onder de patiënten en het aanwezige personeel uit, zodat het ziekenhuis voor een groot deel werd verlaten. De laatste besmetting werd op 25 november 1976 geregistreerd.
Tijdens deze uitbraak werden 284 slachtoffers geregistreerd, waarvan 151 overleden. De oorzaak van de besmetting werd gezocht in het contact tussen mensen en ongedierte in de katoenfabriek zoals de zwarte rat, vleermuizen, de Tadarida trevori en steekmuggen.
Aanvankelijk werd aangenomen dat deze epidemie de waarschijnlijke bron was voor de uitbraak van de ziekte in Zaïre in hetzelfde jaar. Argument hiervoor was de sterke mobiliteit van mensen tussen Nzara en de regio Bumba in Zaïre. Jaren later bleek het echter te gaan om twee afzonderlijke soorten van het ebolavirus, waarbij het Sudan ebolavirus verantwoordelijk was voor deze epidemie.

#### Zaïre
In het noorden van het toenmalige Zaïre, het huidige Congo-Kinshasa, brak in de periode 1 september tot 24 oktober 1976 een epidemie van ebola uit. Hierbij werden 318 besmettingen, waarvan 280 doden, geregistreerd.
De epidemie begon in de regio Bumba in de Evenaarsprovincie, nabij de stad Yambuku 95 km ten zuiden van de Ebolarivier. De eerste patiënt, een 44-jarige leraar op een missie-school, werd 1 september ziek nadat hij op 26 augustus een injectie met chloroquine tegen malaria had gekregen in een ziekenhuis van de Belgische missie in Yambuku. Ook anderen raakten ziek na deze injecties of na direct contact met andere besmette patiënten. Men ging er daarom van uit dat een gebrek aan hygiëne een rol speelde bij de verspreiding van de ziekte. Hierbij had de eerste patiënt de naald besmet, waarmee vervolgens ook anderen in het kader van vaccinatie werden geïnjecteerd. Eind september werd ook een Belgische zuster ziek. Ze werd overgebracht naar het ziekenhuis in Kinshasa. Het ziekenhuis in Yambuku werd gesloten toen de epidemie zich verder uitbreidde.
Op 3 oktober werd Bumba door de minister van Gezondheid in quarantaine geplaatst. Eind oktober was de epidemie uitgebreid tot acht dorpen.
Op het moment van de epidemie was de bron van de ziekte met verschijnselen van hemorragische koorts, hoofdpijn, buikpijn, misselijkheid, braken en bloedingen, onbekend. Wel werd in oktober bekend dat het virus verwant was aan het Marburgvirus. Belgische en Amerikaanse wetenschappers die werkzaam waren in het gebied ontdekten dat er sprake was van een nieuw virus. Ze noemden het virus naar de nabijgelegen Ebolarivier.
Aanvankelijk dacht men dat de epidemie in Zaïre veroorzaakt werd door het ebolavirus dat verantwoordelijk was voor de epidemie in Soedan. Een aantal jaren later bleek echter het Zaïre ebolavirus, een soort van het ebolavirus, verantwoordelijk voor deze epidemie.

### 2007
In augustus 2007 heeft de Wereldgezondheidsorganisatie (WHO) een uitbraak van ebola geconstateerd in de Congolese provincie West-Kasaï. Er zouden minstens 167 mensen zijn bezweken na besmetting met het ebolavirus.
Op 29 november 2007 werd bekend dat in het district Bundibugyo in Oeganda op 10 november een ebola-uitbraak heeft plaatsgevonden. Bij deze uitbraak ging het om een zelfs in 2010 nog onbekende variant van het virus. Deze nieuwe variant heeft als kenmerk dat hij minder (externe) bloedingen veroorzaakt. Daarentegen lijkt het vooral een dodelijke variant te zijn door de koorts die het virus veroorzaakt. Door deze nieuwe variant zijn 66 mensen om het leven gekomen (mei 2019).

### 2014

#### West-Afrika
De uitbraak van 2014 startte naar alle waarschijnlijkheid bij een jongetje van twee en zijn moeder uit de Guineese regio Guéckédou op 2 december 2013. In maart 2014 stierven zeker 111 mensen in Guinee aan het virus en zijn er 127 geregistreerde geïnfecteerden. Ook in buurland Liberia werden eind maart 2014 twee besmettingen met het virus vastgesteld. Op 10 april 2014 werd vastgesteld dat er twee personen besmet zijn met ebola in Marokko, wat erop wees dat het virus zich verder verspreidde. In juni 2014 telde men al 759 besmettingen waarvan 468 met een dodelijke afloop. Op 22 september 2014 waren er volgens de WHO al 5843 besmettingen bekend, waarvan 2803 patiënten zijn overleden. In Spanje is een besmette missionaris overleden aan de ziekte. Op 2 oktober 2014 liet de Wereldgezondheidsorganisatie weten dat het dodental reeds was opgelopen tot 3338 en het besmettingsaantal reeds 7178 bedroeg. In totaal zijn er 11.301 mensen overleden aan ebola, onder meer in Guinee (2536), Sierra Leone (3956) en Liberia (4809) en nog 15 mensen in andere landen (CDC, 17 feb 2016). Het aantal besmettingen ligt waarschijnlijk vele malen hoger, omdat niet alle gevallen vanwege de omvang van de epidemie kunnen worden geregistreerd.

#### Congo
In augustus werd ebola vastgesteld bij een zwangere vrouw die na het bereiden van bushmeat ziek was geworden. Ze overleed op 11 augustus. Door begrafenisrituelen zag het virus kans zich te verspreiden. Onderzoek toonde aan dat deze epidemie geen verband houdt met de uitbraak van ebola in West-Afrika. In totaal vielen 49 doden.

### 2018-2020
In 2018 heeft opnieuw een ebola-uitbraak in het oosten van Congo plaatsgevonden. De ziekte heerste vooral in het grensgebied met Uganda en Rwanda. Het aantal doden lag op 24 september van dat jaar op circa 100. Op 17 juli 2019 lag het dodental op zeker 1.582 mensen en riep de WHO de uitbraak uit tot een medische noodsituatie ‘van internationale zorg’. Aanleiding was een ebola-overlijden in de miljoenenstad Goma, een grensplaats met Rwanda, op 200 km van de oorspronkelijke besmettingshaard. Op dat moment waren er al drie grensoverschrijdende sterfgevallen in Oeganda geweest.
Op 13 december 2019 lag het dodental op 2.207. Op 20 januari 2020 was dat licht gestegen tot 2.236.

## Vaccinatie en medicatie
Antivirale middelen voor mensen die besmet zijn met ebola zijn in ontwikkeling. Nadat het virus in de Verenigde Staten in 1989 bij apen was geconstateerd is men hiernaar op zoek geweest. Na jaren van laboratoriumonderzoek is een vaccin gevonden dat bij muizen en waarschijnlijk ook bij apen werkt. Dit is echter nog niet volgens vastgelegde procedures op mensen getest. Zowel het Leidse bedrijf Crucell als het Canadese Tekmira Pharmaceuticals is ver met de ontwikkeling van een vaccin. Op 12 augustus schonk de Canadese regering aan de WHO ruim 1000 doses van haar experimentele ebolavaccin VSV-EBOV. Het vaccin was alleen nog getest op apen. De firma Janssen stelde op 28 oktober 2014 dat ze vanaf mei 2015 een miljoen vaccins zal produceren. GlaxoSmithKline heeft inmiddels een vaccin dat met succes op 20 vrijwilligers is uitgetest, op basis van het verkoudheidsvirus van een chimpansee waaraan een niet-besmettelijk eiwit van het ebolavirus is toegevoegd. Op 23 januari 2015 werd bekend dat de proefneming wordt voortgezet op grotere schaal in de getroffen gebieden in West-Afrika. Uiteindelijk werd het vaccin van Merck getest bij 4000 mogelijk besmette vrijwilligers en bleek 100% effectief, mits op tijd toegediend.
Begin augustus 2014 werd bekend dat twee Amerikanen, dr. Kent Brantly en Nancy Writebol, met succes behandeld waren met het experimentele intraveneuze medicijn, een mengsel van drie monoklonale antilichamen, die na besmetting van muizen via de tabaksplant Nicotiana benthamiana kunnen worden verkregen, genaamd ZMapp. Ook de Spaanse priester Miguel Pajares is inmiddels behandeld met het experimentele middel.
Het middel was nog in de testfase bij dieren, maar is vanwege de ernst van de ziekte toch toegepast op drie doodzieke mensen en lijkt meteen veelbelovend te zijn. Op 12 augustus overleed de Spaanse priester Miguel Pajares alsnog. Hij was al ernstig verzwakt voordat het medicijn werd toegediend.
Op 12 augustus maakte het bedrijf Mapp Bio bekend de kleine voorraad aan ZMapp gratis naar Liberia te sturen. Drie lokale dokters leken daar met succes te zijn behandeld, maar een van hen is toch overleden.
Het middel TKM-Ebola, dat de FDA eerder in 2014 verbood toe te passen bij gezonde vrijwilligers, werd op 7 augustus vrijgegeven voor gebruik bij besmette personen. Het geneesmiddel hindert de RNA-synthese van het virus en belet zo de aanmaak van ziekmakende eiwitten.
Van de reeds bestaande geregistreerde geneesmiddelen bleek clomifeen veelbelovend in besmette muizen, evenals het verwante toremifene. Ook het niet-geregistreerde favipiravir was werkzaam tegen het virus in studies in vitro en met besmette muizen. Het wordt uitgeprobeerd in Guinee. Het bleek in februari 2015 matig effectief, vooral bij niet al te zwaar geïnfecteerde patiënten.
Ook brincidofovir, een prodrug, ontwikkeld tegen andere virussen en in fase-3-onderzoek, werd in 2014 en 2015 uitgeprobeerd, maar de verantwoordelijke farmaceut zette deze experimentele fase stil vanwege te weinig proefpersonen met ebola. In Liberia is met relatief succes lamivudine gebruikt. Dat middel is al geregistreerd bij hiv-infecties. Sinds eind 2015 bestaat er wel een goed vaccin, maar dit wordt nu alleen in Congo gegeven aan mensen die (mogelijk) contact hebben gehad met een ebola patiënt.
Er zijn geen gevallen bekend van personen die na het genezen van dit virus een tweede keer ziek zijn geworden. Gelet op het geringe aantal besmettingen per uitbraak is dat ook niet verwonderlijk. Het is hierdoor echter niet duidelijk of het menselijk immuunsysteem op termijn zichzelf afdoende tegen het virus kan beschermen, zoals bij een gewone griep wel het geval is. Wel zijn gevallen beschreven van besmette personen die herstelden na bloedtransfusies met bloed van lotgenoten die eerder de ziekte hadden overleefd. In Liberia komt in november 2014 volgens de WHO een dergelijk serum klaar voor gebruik. In Guinee doet het Instituut voor Tropische Geneeskunde in Antwerpen een onderzoek met antilichamen uit bloed van genezen patiënten.
In augustus 2019 werd bekend dat Ridgeback Biotherapeutics, een bedrijf uit Florida, een werkend medicijn zou hebben tegen ebola.